# Hišám II.

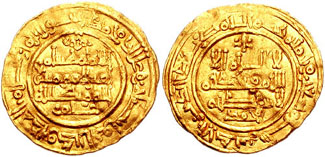
Córdobský dínár z doby vlády Hišáma II. Datováno do roku 1006/1007.

Hišám II. (966 – 19. dubna 1013) celým jménem Abú'l-Walíd Hišám al-Mu'ajjad bi-lláh (arabsky: أبو الوليد هشام المؤيد بالله‎) byl synem al-Hakama II. a Subh z Cordoby. Byl 16. umajjovský chalífa a třetí panovník Córdobského chalífátu. Území na Pyrenejském poloostrově, v té době nazývanému al-Andalus, vládl v letech 976–1009 a 1010–13. Po většinu doby jeho chalífátu za něho ve skutečnosti de facto vládl al-Mansúr.

## Život jako chalífa – vláda al-Mansúra
V roce 976 po smrti jeho otce a umajjovského chalífy, kterým byl al-Hakam II., byl desetiletý Hišám (který se stal córdobským chalífou) ohrožen vlivnými dvořany, kteří si nepřáli jeho následnictví. Vzhledem k nízkému věku nebyl schopen samostatné vlády a proto jeho matka Subh požádala prvního ministra Jafara al-Musáfího, aby společně s al-Mansúrem ibn Abi Aamirem, v křesťanském světě známým jako Almanzor, vládl jako regent za jejího syna do doby jeho plnoletosti. V roce 978 Almanzor dosáhl pozice hijába, úředníka s postavením srovnatelným s postavením vezíra. Příliš mladý k vládnutí předal Hišám II. v roce 981 vládu al-Mansúrovi. Ten se tak stal skutečným vládcem córdobského chalífátu a byl jím až do své smrti v roce 1002. Al-Mansur ibn Abi Amir si tedy zachoval své postavení všemocného vládce, Hišáma II. držel v paláci Medina Azahara v podstatě jako vězně. Držel jej tam ve vyhnanství po většinu Hišámovy vlády, kdy měl vládnout jako 3. córdobský chalífa. Almanzor vedl úspěšné boje proti křesťanským mocnostem na španělském severu. Pokořil Barcelonu v roce 985, León v roce 988, zvítězil v Galícii v bitvě u Santiaga de Compostela v roce 988. Almanzor přivedl córdobský chalífát na vrchol islámské moci v Iberii.
Almanzor si vydobyl značný vliv na státní správu a s pomocí svých věrných odstranil Hišámova strýce, který byl vzhledem k bezdětnému Hišámovi jeho případným nástupcem. Almanzor byl oficiálně sice poradcem, ovšem de facto se stal vládcem, vedl vojenská tažení proti křesťanským sousedům, potlačil povstání v Maroku a získal tamní území a také córdobský trůn pro svého syna na úkor Hišáma. Toto období bylo pro Córdobu obdobím vrcholným.

## Vláda Abd al-Malika
V roce 1002, po smrti svého otce Almanzora, se jeho syn Abd al-Malik (1002–1008) stal de facto vládcem chalífátu a vedl úspěšný boj proti království Navarra a proti Barceloně. V roce 1008 Abd ur-Rahman Sangul (1008–1009), druhý syn Almanzora, údajně otrávil svého bratra Abd al-Malik al-Muzaffara, který v říjnu roku 1008 zemřel. V roce 1009 Abd al-Rahman Sanchuelo (983 – 3. března 1009), zvaný též Abd al-Rahman Sangul, syn Almanzora, jenž byl sice oficiálně jen prvním ministrem chalífy Hišáma II., měl ve skutečnosti veškerou moc, stejně jako předtím jeho otec. Abd al-Malik al-Muzaffar tedy jednal stejným způsobem.

## Vláda Muhammada II. al-Mahdího
Mezitím co Abd ar-Rahman Sanchuelo vedl válku proti Alfonsu V. Leónskému v Leónu, Muhammad II. al-Mahdí násilím převzal vládu v Córdobě. Hišáma II. držel v Córdobě jako rukojmí. V listopadu téhož roku, jen několik měsíců poté, co převzal vládu v chalífátu, byl Muhammad II. al-Mahdí svržen berberskou armádou (kterou si sám do země přivedl a která ho opustila). Berbery vedl Sulajmán bin al-Hakam, který zvítězil v bitvě u Alcoley. Po bitvě byl Abd al-Malik al-Muzaffar vyhoštěn do Toleda. Sulajmán poté obléhal Córdobu a osvobodil Hišáma II. Sulajmán bin al-Hakam byl svou berberskou armádou jmenován chalífou a tuto pozici si udržel až do května 1010, kdy Muhammad II. al-Mahdí znovu dobyl území chalífátu. Chalífát Hišámovi II. vrátili až křesťanští vojáci vedení al-Wahdidem. Hišám II. vládl jako chalífa v letech (1010 až 1013).

## Osobní život
Hišám II. byl bezdětný a měl otevřeně harém s muži.